# Корсо, Альдо
А́льдо Себастья́н Ко́рсо Ча́вес (исп. Aldo Sebastián Corzo Chávez; род. 20 мая 1989, Лима) — перуанский футболист, играющий на позициях защитника и полузащитника, выступающий за «Университарио» и сборную Перу.

## Клубная карьера
Альдо Корсо — воспитанник столичного перуанского клуба «Регатас Лима». В 2008 году он стал игроком команды «Альянса Лима», в составе которой и дебютировал в том же году на профессиональном уровне. В 2010 году он перешёл в другой столичный клуб «Универсидад Сан-Мартин», вместе с которым стал чемпионом Перу.
С начала 2016 года Корсо стал игроком ещё одной столичной команды «Депортиво Мунисипаль».

## Карьера в сборной
19 ноября 2009 года Альдо Корсо дебютировал за сборную Перу в товарищеском матче против сборной Гондураса, выйдя на замену после перерыва.
Альдо Корсо был включён в состав сборной Перу на Кубок Америки 2011 года и провёл 2 матча на этом турнире, в котором перуанцам удалось завоевать бронзовые медали. Корсо также попал в состав сборной на Кубок Америки 2016 года.

## Достижения

### Клубные
«Универсидад Сан-Мартин»
- Чемпион Перу: 2010

### За сборную
«Перу»
- Серебряный призёр Кубка Америки: 2019
- Бронзовый призёр Кубка Америки: 2011